# Riley Technologies
Riley Technologies, ook wel Riley & Scott, is een Amerikaans chassisfabrikant. De fabriek staat in de buurt van "The Brickyard", Indianapolis Motor Speedway. Het is opgericht in 1990 door Bob Riley en Mark Scott. Er werken 35 mensen. Riley & Scott werd in 1999 gekocht door Reynard Motorsport. Toen Reynard failliet ging, ging R&S zelfstandig verder.
Riley won de 24 uur van Daytona met Ford motoren in de 1997 en 1999 en met Pontiac motoren in 2005, 2006 en 2007. 
Riley & Scott deed ook mee in de Indy Racing League van 1997 tot 2000. R&S maakte weinig kans tegen de G-Forces en Dallaras. Ze wonnen één race in 2000.